# 프세볼로트 가르신
프세볼로트 미하일로비치 가르신(러시아어: Все́волод Миха́йлович Га́ршин, 1855년 2월 14일 ~ 1888년 4월 5일)은 러시아의 작가이다. 군인 가정에서 출생하였으며, 17세 때 발작이 있은 후 사망할 때까지 여러 번 정신병원을 찾았다. 러시아-튀르크 전쟁에 의용군으로 참전하였다가 부상을 입고 퇴역하였다. 전쟁의 체험을 그린 단편 소설 《4일간》을 발표함으로써 이름이 알려지기 시작하였다. 그의 작품은 주로 사회악에 대한 반항과 절망적인 번민을 그리고 있다. 그 밖에도 《병사 이바노프의 추억》과 《겁쟁이》 등이 있다.